# Thomas Rapsilber
Thomas Rapsilber (* 15. Juli 1966 in Hamburg; † 9. Juli 2002 in Schluchsee) war ein deutscher Eishockeyspieler in der Eishockey-Bundesliga.

## Karriere
Thomas Rapsilber war ein deutscher Eishockey-Bundesligaspieler. Er begann seine Karriere 1985 beim EHC Freiburg (bis 1984 ERC Freiburg), mit dessen Knaben- und Jugendmannschaft er zuvor als Verteidiger und Angreifer mehrfach Baden-Württembergischer beziehungsweise Deutscher Meister geworden war.
1988 schloss Rapsilber sich als Abwehrspieler dem Erstligisten Mannheimer ERC an, konnte sich aber in Mannheim nicht gut durchsetzen und wechselte im Laufe der Saison zurück zum EHC Freiburg, der mittlerweile wieder in die erste Bundesliga aufgestiegen war.
Vor der Saison 1989/90 wechselte Rapsilber zum Schwenninger ERC und konnte dort sechs Scorerpunkte erzielen. Nach einer Straßenschlägerei 1990 wurde er zum Invaliden.
Rapsilber ertrank am 9. Juli 2002 beim nächtlichen Angeln im Schluchsee.